# Galați, Hunedoara
Galați este un sat în comuna Pui din județul Hunedoara, Transilvania, România. Se află în partea de sud a județului, în Depresiunea Hațeg.

## Imagine

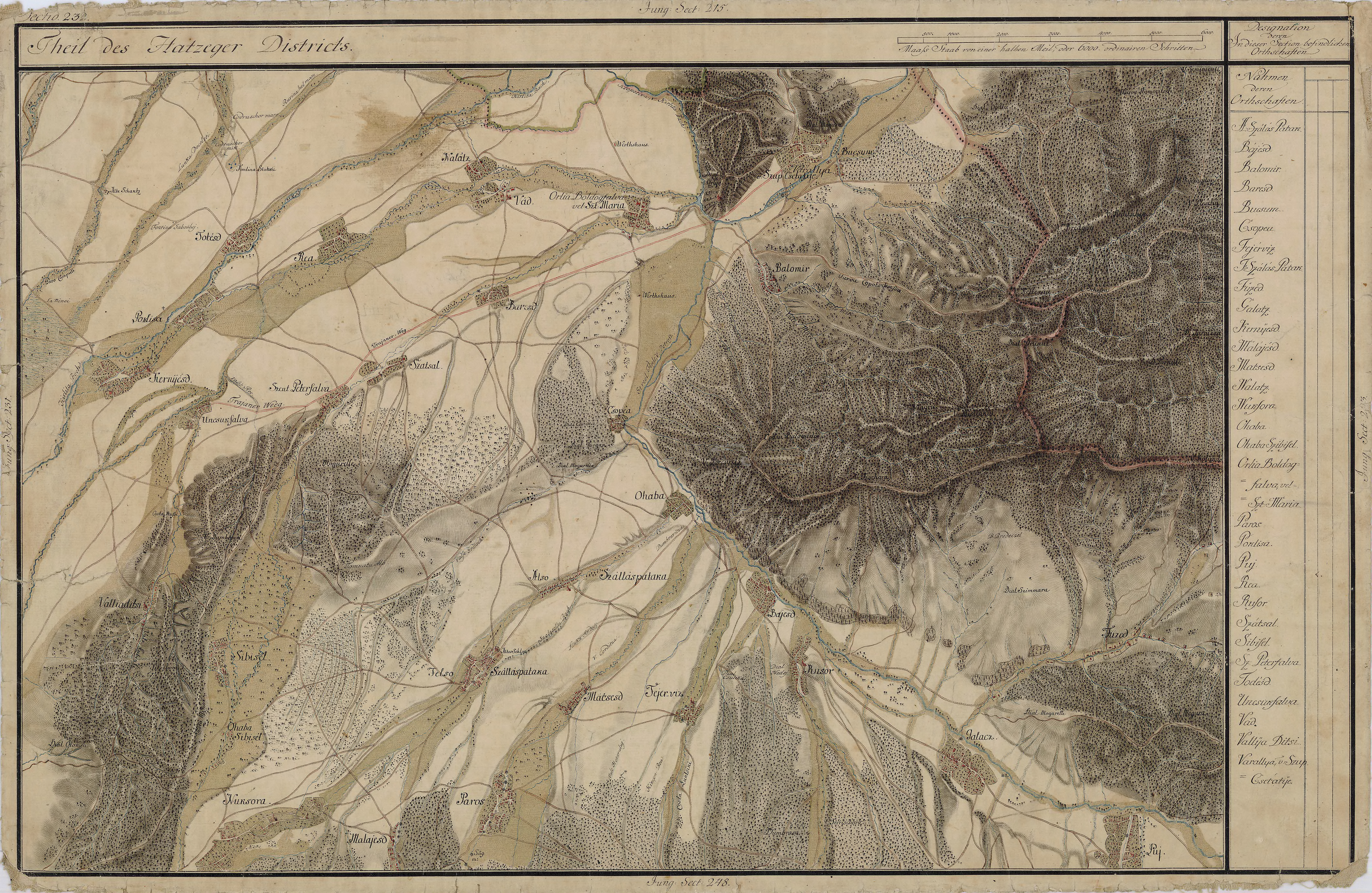
Galați în Harta Iosefină a Transilvaniei, 1769-1773